# Гербовецкий Успенский монастырь
Гербовецкий Успенский монастырь (рум. Mănăstirea Hîrbovăț) — мужской монастырь Унгенской и Ниспоренской епархии Молдавско-Кишинёвской митрополии Русской православной церкви в селе Гербовец (Хырбовец) Каларашского района Молдавии.

## История
По преданию, монастырь был основан в XVII веке как скит монахами Бершадского Преображенского монастыря, бежавшими от преследования со стороны униатов. Согласно легенде один из этих монахов по имени Иоанникий был горбат (рум. hîrbovit), что и дало название монастырю. В 1730 году скит был восстановлен (по другой версии, основан) боярином Константином Карпузом. Тогда же была построена деревянная Успенская церковь.
Скит был трижды сожжён турками и татарами. Во время последнего пожара в 1812 году был утрачен весь монастырский архив. В 1813 году скит вошёл в состав новообразованной Кишинёвской и Хотинской епархии Русской православной церкви и преобразован в заштатный общежительный монастырь.
В 1816 году на средства начальника кишинёвской жандармерии Стефана Лупу (позднее принявшим схиму с именем Серапион) был построен каменный Успенский храм. В 1860—1872 в монастыре пребывал на покое бывший архиепископ Могилёвский Анатолий (Мартыновский). Здесь он скончался и был похоронен. При архимандритах Иерониме и Нафанаиле был построен каменный собор Сошествия Святого Духа, освящённый в 1870 году. В 1872 году в монастыре открыто духовное училище.
В 1954 году в монастыре было 120 монахов. В 1962 году монастырь ликвидирован советскими властями. Монастырское имущество было конфисковано. Книги, иконы и церковную утварь вывезли и сожгли на окраине села. Часть книг и утвари удалось спасти игумену Вениамину (Гросу).
В 1960—1980-х годах в помещениях монастыря располагалась школа для психически больных детей. В Успенской церкви был устроен склад, а в Свято-Духовской церкви — клуб. В 1988—1989 годах школьная администрация начала восстановление монастыря. В 1992 году школа была закрыта. Приказом Министерства науки и образования Республики Молдовы от 11 июня 1993 года здания монастыря возвращены Церкви. Решением Священного Синода Русской православной церкви от 5 мая 1995 года монастырь был снова открыт.

## Настоятели
- Архимандрит Серафим (1805—1827)
- Архимандрит Иоанникий (1827—1851)
- Архимандрит Митрофан (1851—1852)
- Архимандрит Тихон (1852—1853)
- Игумен Геронтий (1853—1857)
- Архимандрит Иероним (1857—1863)
- Архимандрит Нафанаил (1863—1873)
- Архимандрит Серафим (1873—1875)
- Игумен Леонид (1875—1879)
- Архимандрит Иларион (1879—1885)
- Игумен Синисий (1885—1887)
- Игумен Исаия (1887—1888)
- Иеромонах Никодим (1888—1890)
- Архимандрит Паисий (1890—1891)
- Игумен Леонид (1891—1893)
- Архимандрит Иннокентий (1893—1906)
- Архимандрит Феогност (1906)
- Архимандрит Феогност (1918)
- Игумен Серафим (до 1992)
- Игумен Никандр (Мунтяну)
- Архимандрит Иоанн (Мошнегуцу)[3]
- Игумен Савва (Бурдужа)
- Архимандрит Спиридон (Марин)

Решением Священного Синода от 26 декабря 2012 года в должности священноархимандрита монастыря утверждён епископ Унгенский и Ниспоренский Петр (Мустяцэ).

## На деньгах и марках

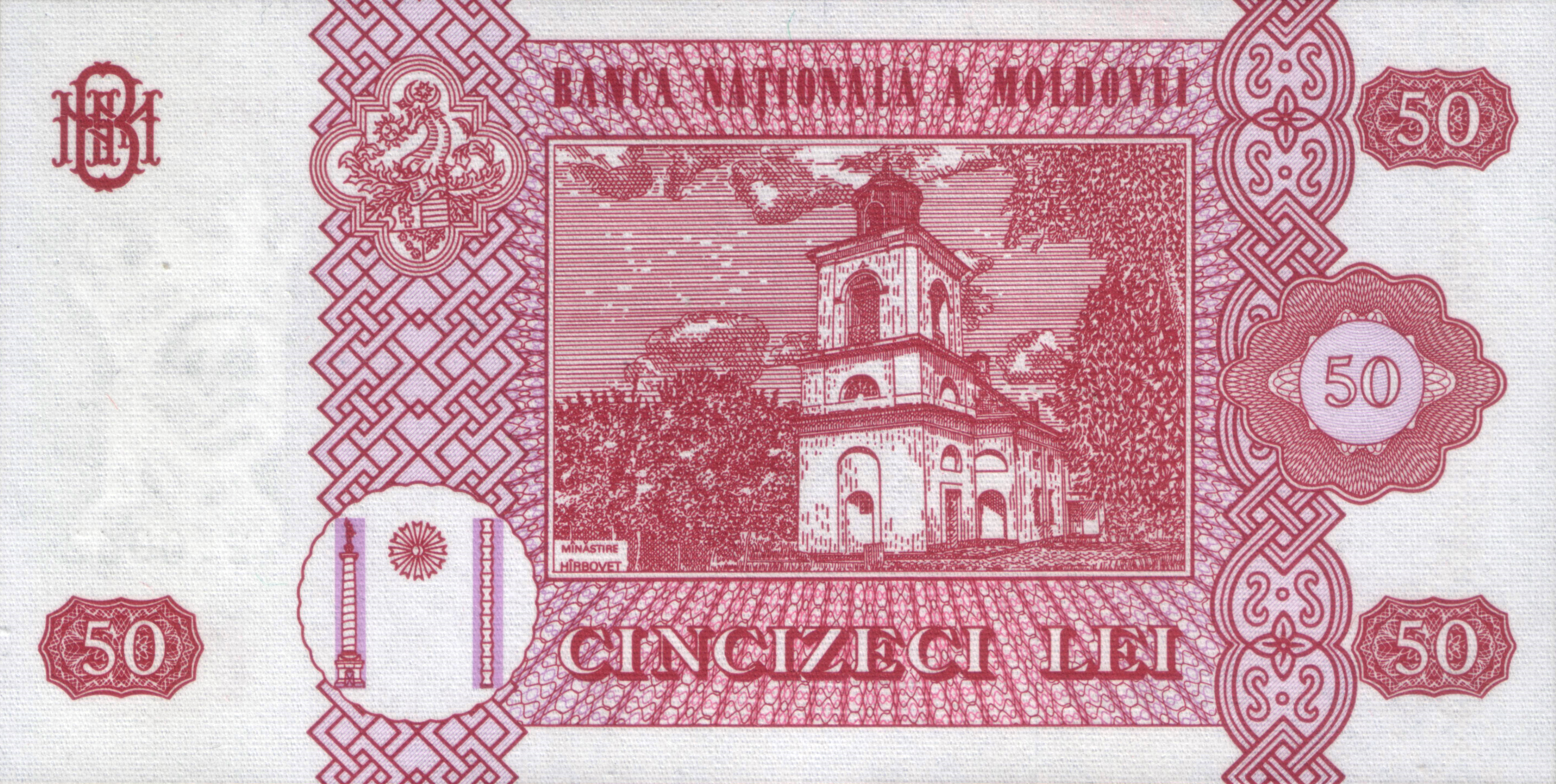
Банкнота 50 лей
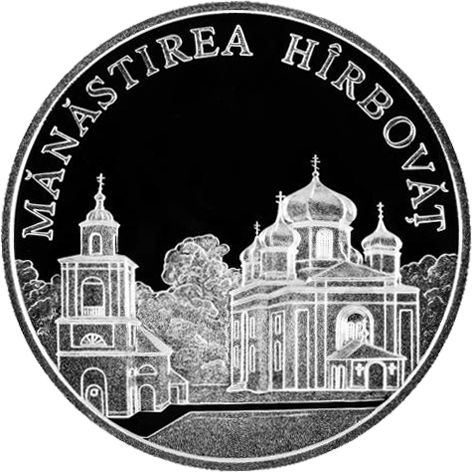
Памятная монета 50 лей (2000 год)
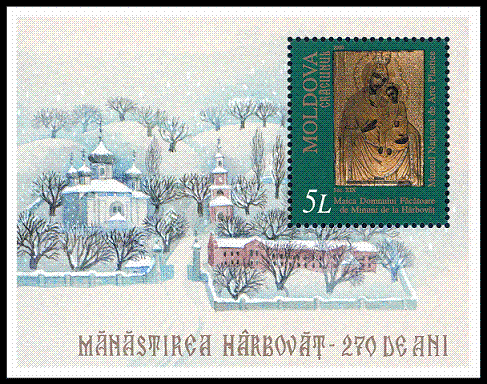
Молдавская марка (2000 год)